# Spencer Compton (8e comte de Northampton)
Pour les articles homonymes, voir Spencer Compton.
Spencer Compton, 8e comte de Northampton (16 août 1738 - 7 avril 1796) est un pair britannique et député .

## Biographie
Il est le fils cadet de Charles Compton, troisième fils de George Compton (4e comte de Northampton) et Mary Lucy. Il fait ses études à la Westminster School à partir de 1746.
Il est élu à la Chambre des communes pour Northampton en 1761, poste qu'il occupe jusqu'en 1763, date à laquelle il succède à son frère aîné dans le comté et entre à la Chambre des lords. Il est également valet de chambre de George III (1760-1763), enregistreur de Northampton de 1763 à sa mort et Lord Lieutenant du Northamptonshire de 1771 à sa mort.
Lord Northampton épouse Jane, fille de Henry Lawton, en 1758. Il meurt en avril 1796, à l'âge de 57 ans. Son fils Charles Compton (1er marquis de Northampton), qui est créé marquis de Northampton en 1812, lui succède.